# Marktnische
Als Marktnische (auch Nischenmarkt) wird ein Teilbereich aus dem Gesamtmarkt (Teilmarkt, Marktsegment) bezeichnet, dessen Angebot von aktuellen Wettbewerbern noch nicht oder nur unzureichend bereitgestellt wird.

## Allgemeines
Die Umkehrung des Wortes ist der Nischenmarkt, ein Markt mit mindestens einer Marktnische. Die Marktnische setzt voraus, dass es Nachfrage gibt, die ein relevanter Markt entweder gar nicht oder nur unzureichend befriedigen kann. In einer Marktnische lassen sich potenzielle Nachfrager, aber nur wenige Anbieter finden. Das Marktvolumen ist bei Marktnischen eher klein, so dass eine geringe Marktbreite vorliegt; es lassen sich jedoch für den Unternehmer hohe Gewinnmargen erzielen.

## Betriebswirtschaftslehre
Begriffsentwicklung
Das Wort Nische ist aus dem altfranzösischen Wort für „Nestbauen“ (französisch nichier) entlehnt. Der betriebswirtschaftliche Begriff der Marktnische wurde der ökologischen Nische entlehnt, die Charles Darwin 1859 im Rahmen seiner Evolutionstheorie einführte. Joseph Grinnell verwandte 1917 den Begriff im Sinne einer räumlichen Nische. In die Wirtschaftswissenschaft gelangte der Nischenbegriff insbesondere durch die auf Joseph Schumpeter aufbauende Evolutionsökonomik (auch: Evolutorische Ökonomik). Die Marktpsychologie griff die Nische 1961 durch Bernt Spiegel auf. Er hat sich umfassend mit der Marktnische auseinandergesetzt und dabei den ökologischen Nischenbegriff auf das Marktnischenmodell übertragen.
Inhalt
Marktnischen gehören zum strategischen Management wie die Marktbearbeitung des Gesamtmarkts. In Michael E. Porters Wettbewerbsmatrix erscheint die Nischenstrategie (englisch focus) als strategische Konzentration auf bestimmte Kundengruppen, Segmente oder geographische Märkte. Im Unterschied zum Gesamtmarkt lassen sich Nischen lediglich auf einem Teilmarkt oder in einem Marktsegment finden. Manche Autoren sehen in der Marktnische einen Teilmarkt, in welchem ein bestimmtes Produkt nicht angeboten oder nachgefragt wird, obwohl es in den übrigen Teilmärkten präsent ist.
Nach dem Käuferverhalten unterscheidet man:
- Manifeste Marktnischen (präkompetitive Nischen):[12] sind sichtbare und leicht aufzuspürende Nischen, bei denen noch keinerlei Angebot vorhanden ist. Potenzielle Nachfrager verzichten deshalb völlig auf einen Kauf. Geschlossen werden kann die manifeste Nische nur durch neues Angebot.[13] Basisnischen sind jeder Ressourcenraum, in welchem eine Organisation ihre Aktivitäten produktiv ausüben könnte.[14]
- Latente Marktnischen (postkompetitive Nischen):[15] treten als unzureichendes Angebot auf wie bei Versorgungslücken und offenbaren sich erst, wenn ein neues, auf das Nischenbedürfnis zugeschnittenes Produkt auftritt. Potenzielle Nachfrager weichen solange auf Substitutionsgüter aus. Es existieren keine Bereiche mit Nachfragern, deren Bedürfnisse nicht befriedigt werden.

Marktnischen erfordern eine hohe und flexible Produktdifferenzierung beim Anbieter, sie bedürfen zudem einer Spezialisierung wie die Konzentration auf bestimmte Zielgruppen oder Produkte.

## Marketing
Das Marketing hat zahlreiche Modifizierungen des Begriffs wie „Nischenmarkt“, „Nischenanbieter“, „Nischennachfrage“ oder „Nischenstrategie“ entwickelt. Anbieter mit einer Nischenstrategie zielen auf einen bestimmten Teilmarkt ab. Es ist jedoch zu bedenken, dass nicht jede Angebotslücke eine Marktnische darstellen kann; das gilt auch für den Nachfrageüberhang.
Es ist Aufgabe der Marktbearbeitung, Marktnischen aufzuspüren. Dabei gibt es folgende Marktbearbeitungsstrategien:
| Undifferenzierte Marktbearbeitungsstrategie           | Konzentrierte Marktbearbeitungsstrategie            | Differenzierte Marktbearbeitungsstrategie                    |
| ----------------------------------------------------- | --------------------------------------------------- | ------------------------------------------------------------ |
| Massenmarkt einheitliches Angebot für alle Nachfrager | Nischenmarkt spezielles Angebot für eine Zielgruppe | Klassenmarkt spezielle Angebote für verschiedene Zielgruppen |

Um Marktnischen aufzuspüren, bedienen sich Anbieter der Marktanalyse, Marktbeobachtung und Marktforschung.
Marktnischen sind ein Indiz für Marktpotenziale. Bei der Konzentration auf eine Marktnische ist sowohl Preisführerschaft als auch Qualitätsführerschaft möglich.

## Marktpsychologie
Das psychologische Marktmodell von Bernt Spiegel beschreibt und erklärt die Struktur der Meinungsverteilung bezüglich eines Meinungsgegenstandes (z. B. eines Produkts) in einem sozialen Feld. Nischen verhindern, dass

„… sich an einer Stelle des Biotops die Individuen ballen und schließlich Mangel leiden, während andere Stellen nur ganz unzureichend ausgenutzt werden.“

Soll beispielsweise ein Meinungsgegenstand positioniert werden, dann möchte man dies im Erlebnisraum, also in der persönlichen Welt eines Nachfragers (Konsumenten) tun. Grundannahme ist, dass ein Image nicht aus subjektiver und objektiver Wirklichkeit besteht, sondern aus objektiven Gegebenheiten, die in einem subjektiven Vorstellungsbild enthalten sind. Das bedeutet, dass ausschlaggebend für ein Image nicht nur die objektiven Gegebenheiten sind, sondern vor allem das psychologische Umfeld, die sozialen Merkmale. Das Image ist also die Verbrauchervorstellung von einem Produkt und ist mitverantwortlich für die Platzierung eines Meinungsgegenstandes (Produkts) im sozialen Feld.
Die Positionierung des Meinungsgegenstandes im sozialen Feld
Personenkategorien:
- Uninformierte: Personen, die den Meinungsgegenstand (z. B. das Produkt) nicht kennen,
- Informierte: Personen, die den Meinungsgegenstand kennen:  
  - Anhänger
  - Unentschiedene
  - Ablehner.

Mit diesem Modell lässt sich der Ort eines Meinungsgegenstandes durch den Ort seiner spontanen Anhänger und Ablehner bestimmen. Die Positionierung aller Marktteilnehmer ist wiederum abhängig von den Dimensionen des Feldes, die von polaren Merkmalspaaren bestimmt werden. Solche Gegensätze sind beispielsweise hoher und niedriger sozialer Status, Formbeachter und Farbbeachter, jung und alt, kontraktfreudig und kontaktscheu, sentimental oder unsentimental. Diese Darstellung soll also verdeutlichen, dass man zuerst gezwungen ist, über Merkmalspaare nachzudenken, die für die Stellung des Meinungsgegenstands auf dem Markt verantwortlich sind. Die Marktstrategen haben also die Aufgabe, dem Produkt ein gutes Image zu verschaffen oder dieses zu verbessern.
Die Zahl der Anhänger eines bestimmten Meinungsgegenstandes kann nach Spiegel außerdem durch verschiedene Maßnahmen erhöht werden:
- Information der Uninformierten: ist der Meinungsgegenstand nah genug bei diesen positioniert, dann werden sie im Normalfall zu Anhängern. Es kann aber auch passieren, dass sie zu den Ablehnern wechseln.
- Verschiebung des Meinungsgegenstandes: Verschiebung in Richtung der Unentschiedenen bzw. Ablehnern; hier besteht allerdings die Gefahr, dass man Anhänger verliert.
- Verschiebung der Personen: beeinflussen der Erwartungen und Wünsche in Richtung dessen, was vom Meinungsgegenstand (subjektiv) geboten wird.
- Erhöhung des Grundaufforderungswerts: z. B. durch Gemeinschaftswerbung; dies kann auch allen anderen im sozialen Feld befindlichen Meinungsgegenständen zugutekommen, die Konkurrenz darstellen.
- Erhöhung des Zusatzaufforderungswerts: (Zusatzaufforderungswert einer Marke ist der über den Bedarf hinausgehende zusätzliche Aufforderungswert). Um den Zusatzaufforderungswert zu erhöhen, muss die Position gestärkt werden, beispielsweise durch gezielte Werbung bzw. eine bewusste Nennung der Marke.
- Verschiebung der Konkurrenz: z. B. durch erschüttern der Glaubwürdigkeit von Konkurrenten; verschieben in Gebiete mit weniger dichter Besiedlung und Verringerung des Zusatz-Aufforderungswertes von konkurrierenden Meinungsgegenständen.

Mehrdimensionale Darstellung
Der Aufforderungscharakter, also die Eigenschaften eines Zieles, eine Handlung auszulösen, ist in Markt-, Werbe- und Mediaforschung die Fähigkeit eines Produkts, Werbemittels, Werbeträgers, Designs etc., einen Käufer für ein Produkt zu begeistern, zum Kauf zu animieren oder eine Produktbindung aufzubauen. Der Aufforderungscharakter ist abhängig vom Aufforderungsgradienten:
{\displaystyle \tan \alpha =B+W/D=H/D}
Der Aufforderungsgradient, mathematisch gesehen der Tangens des Winkels α ({\displaystyle \tan \alpha }), stellt das Verhältnis zwischen Aufforderungshöhe {\displaystyle H} und Entfernung {\displaystyle D} des Konsumenten {\displaystyle K} vom Meinungsgradienten (Produkt {\displaystyle P}) dar. Die Aufforderungshöhe {\displaystyle H} setzt sich wiederum aus dem Bedürfnis der Person {\displaystyle B} und dem Zusatz-Aufforderungswert des Gegenstandes {\displaystyle W} zusammen. Der Aufforderungsgradient wird also groß, wenn die Distanz zwischen Konsument {\displaystyle E} und Produkt {\displaystyle P} klein ist und/oder die Aufforderungshöhe {\displaystyle H} des Produkts hoch ist. Nach Spiegel muss also α möglichst groß sein, damit das Produkt nah an den Konsumenten kommt und attraktiv für ihn ist.

## Marktlücke
Porter versteht unter Marktnische eine bestimmte Zielgruppe, einen bestimmten Teil des Produktionsprogramms oder einen bestimmten geografisch abgegrenzten Teilmarkt, wobei die Nachfrage im Regelfall äußerst stabil ist. Eine Marktlücke (im Marketing-Jargon: englisch opportunity) liegt dagegen vor, wenn für ein Bedürfnis überhaupt noch kein Produkt existiert, etwa wenn ein Produkt im Ausland angeboten wird, nicht jedoch im Inland. Manche Autoren wie Wolfgang Koschnick sehen die beiden Begriffe als Synonyme an. Die von Carl Thieme im Jahre 1880 eingeführte Transportversicherung schloss eine bis dahin vorhandene Marktlücke, denn sie wurde lediglich im Ausland angeboten.

## Wirtschaftliche Aspekte
Ein Unternehmen ist an der Belieferung eines Nischenmarkts nur interessiert, wenn auf ihm die Marktschranken überwindbar sind und es mit seinem Produkt oder seiner Dienstleistung auf ihm die produktbezogene Gewinnschwelle überschreiten kann. Bei gegebener Nachfrage kann es sich möglicherweise als Mengenfixierer betätigen und den Marktpreis gewinnbringend festlegen. 
Das Erkennen einer Marktnische und das beharrliche Verfolgen, diese zu schließen, kann für den unternehmerischen Erfolg von entscheidender Bedeutung sein, da Pioniergewinne bzw. ein Quasi-Monopol geschaffen werden können. Marktnischen und damit den aus der Perspektive der Angebotssicht bearbeitenden Unternehmen (Nischenkonkurrent, Nischenanbieter) wird eine hohe Rentabilität nachgesagt. Im Gegensatz zu Generalisten realisieren Nischenkonkurrenten ihre Wettbewerbsvorteile durch Spezialisierung, Individualisierung und Konzentration.
Nischenartikel entstehen als Produkte, die – weit entfernt vom Mainstream – Marktnischen füllen. Typische Beispiele sind: Ladenhüter, Artikel von nur individuellem oder regionalem Interesse, Sammel- und Bedarfsartikel, die nicht dem gegenwärtigen Zeitgeist entsprechen, technisch nicht mehr aktuelle Produkte, darunter auch Refurbished-Artikel. Zahlreiche Webshops befassen sich mit dem Vertrieb von Nischenprodukten und bereichern das Marktangebot damit auf vielfältige Weise.
Produkte oder Dienstleistungen müssen nicht stets in einem Markttyp verharren, sondern können diesen auch wechseln. Voraussetzungen sind ein sehr hohes Marktpotenzial, das ein größeres Marktvolumen ermöglicht, und ein geringer werdendes Preisniveau, das mehr Käuferschichten generiert. Fast jeder Massenmarkt begann einmal als Nischenmarkt, aber nicht jeder Nischenmarkt wird zum Massenmarkt. So begann der Personal Computer mit dem im April 1976 marktreifen Apple I mit zunächst geringem Marktvolumen auf dem Nischenmarkt. Der PC füllte nicht nur die Marktlücke der mittleren Datentechnik in Unternehmen, sondern eroberte auch die Privathaushalte. Seine rasant zunehmende Massenproduktion führte zu Preissenkungen, die den PC auch für einkommensschwächere Käuferschichten erschwinglich machten.